# 1965 في جنوب إفريقيا
فيما يلي قوائم الأحداث التي وقعت خلال عام 1965 في جنوب أفريقيا.

## رياضة
- 1 يناير – جائزة جنوب أفريقيا الكبرى 1965 الفائز جيم كلارك.

## مواليد

### يناير
- 1 يناير – آدم حبيب
- 1 يناير – ديانا بيج
- 1 يناير – واين كرامر
- 12 يناير – جوناثان غارث لاعب كركيت أيرلندي.

### فبراير
- 15 فبراير – كرايغ ماثيوز لاعب كركيت جنوب أفريقي.

### مارس
- 17 مارس – أندرو هدسون لاعب كركيت جنوب أفريقي.

### يونيو
- 16 يونيو – مارك لورانس
- 22 يونيو – فيونا كوين مقدمة تلفزيونية جنوب أفريقية.

### أغسطس
- 19 أغسطس – جون بوتا
- 22 أغسطس – ويندي بوتا

### سبتمبر
- 7 سبتمبر – بيتر ألدريتش لاعب كرة مضرب جنوب أفريقي.

### أكتوبر
- 25 أكتوبر – ولكم نستا ملاكم جنوب أفريقي.

### نوفمبر
- 30 نوفمبر – جيمس كينغستون لاعب غولف جنوب أفريقي.

### ديسمبر
- 18 ديسمبر – جون موشويو لاعب كرة قدم جنوب أفريقي.

## وفيات

### أبريل
- 4 أبريل – جوزي وود (مواليد 1874) مربية جنوب أفريقية.

### مايو
- 22 مايو – جورج جودفري (مواليد 1888) سباح جنوب أفريقي.

### يوليو
- 19 يوليو – إنغريد يونكر (مواليد 1933) شاعرة جنوب أفريقية.